# Sistema di identificazione automatica
Il sistema di identificazione automatica (in inglese: Automatic Identification System - AIS, in francese Système d'identification automatique - SIA) o transponder è un sistema automatico di tracciamento utilizzato in ambito navale, in ausilio ai sistemi radar, allo scopo di evitare le collisioni fra le unità in navigazione.

## Funzionamento
Lo scopo dell'AIS è fornire una serie di informazioni sulle navi presenti nelle immediate vicinanze. Queste comprendono principalmente l'identificazione, il tipo di unità, la posizione, la rotta, la velocità. Queste informazioni possono essere visualizzate su schermo e usate dal sistema di pilotaggio per dare un allarme in caso di rotta di collisione. I dati trasmessi consentono  inoltre alle autorità marittime di monitorare i movimenti delle navi.
L'AIS è formato da un ricetrasmettitore VHF collegato a un sistema di posizionamento come un LORAN o un ricevitore GPS, con altri sensori elettronici di navigazione, quali ad esempio una girobussola. La trasmissione avviene su due canali (87B e 88B) della banda destinata alle trasmissioni radio fra mezzi navali. I dati vengono trasmessi periodicamente utilizzando degli algoritmi che consentono di evitare la collisione fra le trasmissioni delle varie unità. La frequenza con cui vengono aggiornate le informazioni è variabile e dipende dall'attività dell'unità, può andare da una trasmissione ogni 3 minuti per i mezzi all'ancora o ormeggiati fino a una ripetizione ogni 2 secondi per unità in manovra o in rapido movimento.
Date le caratteristiche delle frequenze radio utilizzate, ricevibili solo in condizioni di portata ottica, il segnale copre una distanza relativamente ridotta, dipendente dall'altezza delle antenne, in genere attorno alle 20 miglia nautiche.
Le navi al di fuori della copertura radio dell'AIS possono essere monitorate con il sistema di identificazione e tracciamento a lungo raggio (LRIT).
L'Organizzazione marittima internazionale (IMO) e la Convenzione internazionale per la salvaguardia della vita umana in mare (SOLAS) richiede che l'AIS siano montati a bordo di tutte le navi con stazza lorda pari o superiore a 300 tonnellate, e su tutte le navi passeggeri, indipendentemente dalle dimensioni.
Nel 2007 è stato introdotto sul mercato l'AIS Classe B che ha permesso una nuova generazione di ricetrasmettitori a basso costo AIS rendendo appetibile per qualunque natante l'uso di questo strumento.
Esistono dei ricevitori AIS che possono essere installati anche su unità di piccole dimensioni e che consentono la sola ricezione e visualizzazione dei dati utilizzando in genere il display di un plotter cartografico e del radar.

### Sicurezza
- (EN) Vulnerabilities Discovered in Global Vessel Tracking Systems, su blog.trendmicro.com.
- (EN) Digital ship pirates: Researchers crack vessel tracking system, su net-security.org.

## Normativa
Decreto legislativo 19 agosto 2005, n. 196, in materia di "Attuazione della direttiva 2002/59/CE relativa all'istituzione di un sistema comunitario di monitoraggio e di informazione sul traffico navale."
Decreto legislativo 16 febbraio 2011, n. 18, in materia di "Attuazione della direttiva 2009/17/CE concernente la modifica della direttiva 2002/59/CE relativa all'istituzione di un sistema comunitario di monitoraggio del traffico navale e di informazione."